# Schläflijev simbol
Schläflijev simbol je v geometriji oznaka, ki ima obliko {p,q,r,...} in definira pravilne politope in teselacije.
Imenuje se po matematiku Ludwigu Schläfliju (1818–1895).

## Opis
Schläflijev simbol se lahko opiše rekurzivno tako, da se prične s p-kotnim mnogokotnikom. To pomeni, da oznaka {3} pomeni enakostranični trikotnik, oznaka {4} pomeni kvadrat in tako naprej. Pravilni polieder, ki ima q pravilnih stranskih ploskev iz p-kotnikov, ki se stikajo v oglišču ima oznako {p, q}. Primer:  kocka ima tri kvadrate, ki se stikajo v vsakem od  oglišč in zato označujemo kvadrat z {4, 3}. To pa pomeni da se v vsakem oglišču stikajo trije kvadrati.
Pravilni 4- politop z r{p, q} pravilnimi poliedrskimi celicami okoli vsakega roba se označuje z {p, q, r}. To seveda lahko nadaljujemo.
Pravilni politopi lahko imajo elemente zvezdnih mnogokotnikov kot je pentagram s simbolom {5/2}.
Faceta pravilnega politopa {p, q, r,...., y, z} je {p, q, r,...., y}.
Pravilni politop ima pravilno sliko oglišč. Slika oglišč pravilnega politopa {p, q, r,...} je {q, r,...}.
Pravilni politop ima tudi svoj dualni politop, ki ga prikažemo s Schläflijevimi simboli v obratnem vrstnem redu. Sebi dualni pravilni politop ima simetrični Schläflijev simbol.  

## Grupe simetrije
Schläflijev simbol je v zvezi s simetrijskimi grupami refleksije, ki se imenujejo Coxeterjeve grupe. Za njihovo označevanje pa uporabljamo oglate oklepaje. Primer: [p, q, r]. Te grupe pogosto imenujemo kar s politopi, ki jih generirajo. Primeri: oznaka [3, 3] pomeni tetraedrsko simetrijo, oznaka [3, 4] pomeni oktaedrsko simetrijo, oznaka [3, 5] pa pomeni ikozaedersko simetrijo.

## Pravilni poligoni v ravnini
Schläflijev simbol za pravilni mnogokotnik z n robovi je {n},
Zgleda: pravilni petkotnik se označi z {5}
Pentagram ima oznako {5/2}

## Pravilni poliedri v trirazsežnem prostoru
Schläflijev simbol za pravilne poliedre je {p, q}, če so vse stranske ploskve p-kotniki in vsakemu oglišču pripada q stranskih ploskev. To pa pomeni, da je oblika oglišča q- kotnik.

## Pravilni polihoroni v štirirazsežnem prostoru
Schläflijev simbol za pravilne polihorone ima obliko {p, q, r}. Če so dvorazsežne stranske ploskve pravilni p-kotniki, potem so celice pravilni poliedri tipa {p, q}. Slike oglišč pa so pravilni poliedri tipa {q, r}, slike robov so pravilni r-kotniki, ki imajo tip {r}

## Višje razsežnosti
Za višje razsežnosti za politope definiramo Schläflijev simbol kot  {p1, p2, ..., pn − 1}, če imajo facete Schläflijev simbol enak  in imajo slike oglišč ta simbol v obliki {p2,p3, ..., pn − 1}.

## Razširitev Schläflijevega simbola
Coxeter (1907 – 2003) je razširil uporabo Schläflijevega simbola še na kvazipravilne poliedre z dodajanjem vertikalne razsežnosti v simbol. To je bila začetna točka v razvoju splošnejših Coxeter-Dinkinovih diagramov
| oblika          | razširjeni Schläflijev simbol                      | t-notacija | Coxeter-Dinkinov diagram |
| --------------- | -------------------------------------------------- | ---------- | ------------------------ |
| pravilna        | {\displaystyle {\begin{Bmatrix}p,q\end{Bmatrix}}}  | t0{p,q}    |                          |
| kvazipravilna   | {\displaystyle {\begin{Bmatrix}p\\q\end{Bmatrix}}} | t1{p,q}    |                          |
| pravilna dualna | {\displaystyle {\begin{Bmatrix}q,p\end{Bmatrix}}}  | t2{p,q}    |                          |

Za rektificirane 4-politope pa velja
| oblika             | razširjani Schläflijev simbol                        | t-notacija | Coxeter-Dinkinov diagram |
| ------------------ | ---------------------------------------------------- | ---------- | ------------------------ |
| pravilna           | {\displaystyle {\begin{Bmatrix}p,q,r\end{Bmatrix}}}  | t0{p,q,r}  |                          |
| popravljena        | {\displaystyle {\begin{Bmatrix}p\\q,r\end{Bmatrix}}} | t1{p,q,r}  |                          |
| dualna popravljena | {\displaystyle {\begin{Bmatrix}q,p\\r\end{Bmatrix}}} | t2{p,q,r}  |                          |
| pravilna dualna    | {\displaystyle {\begin{Bmatrix}r,q,p\end{Bmatrix}}}  | t3{p,q,r}  |                          |